# El Molí Nou (Navès)
El Molí Nou és una masia situada al municipi de Navès, a la comarca catalana del Solsonès.